# Стране (Постојна)
Стране (словен. Strane,   или Streinach, итал. Strane) је насељено место у општини Постојна, Приморско-нотрањска регија, Словенија.

## Историја
До територијалне реорганизације у Словенији била је у саставу старе општине Постојна.

## Становништво
У попису становништва из 2011. године, Стране је имала 59 становника.
| Број становника према пописима | Број становника према пописима | Број становника према пописима |
| ------------------------------ | ------------------------------ | ------------------------------ |
| 1991                           | 2002                           | 2011                           |
| 69                             | 72                             | 59                             |

## Галерија
- улаз у Стране
- сеоске куће